# Convolutidae
De Convolutidae is een familie uit de orde Acoela die 25 geslachten omvat.

## Geslachten
De volgende geslachten zijn bij de familie ingedeeld:
- Achoerus Beklemischev, 1914
- Adenopea Antonius, 1968
- Amphiscolops Graff, 1904
- Antrosagittifera Hooge & Tyler, 2001
- Brachypea Antonius, 1968
- Conaperta Antonius, 1968
- Convoluta Ørsted, 1843
- Convolutriloba Hendelberg & Akesson, 1988
- Haplodiscus Weldon, 1888
- Heterochaerus Haswell, 1905
- Neochildia Bush, 1975
- Oligochoerus Beklemischev, 1963
- Oxyposthia Ivanov, 1952
- Pelophila Dörjes, 1968
- Philachoerus Dörjes, 1968
- Polychoerus Mark, 1892
- Praesagittifera Kostenko & Mamkaev, 1990
- Pseudanaperus Dörjes, 1968
- Pseudoconvoluta Beklemischev, 1929
- Sagittifera Kostenko & Mamkaev, 1990
- Stomatricha Hooge, 2003
- Symsagittifera Kostenko & Mamkaev, 1990
- Thalassoanaperus Hernandez, 2018
- Waminoa Winsor, 1990
- Wulguru Winsor, 1988